# HIFK Helsinki
HIFK Helsinki je finski hokejski klub iz Helsinkov, ki je bil ustanovljen leta 1945. S sedmimi naslovi finskega državnega prvaka je eden najuspešnejših finskih klubov. 

## Lovorike
- Finska liga: 7 (1968/69, 1969/70, 1973/74, 1979/80, 1982/83, 1997/98, 2010/11)

## Upokojene številke
- 1 Stig Wetzell, 1972–1983
- 5 Heikki Riihiranta, 1967–1983
- 7 Simo Saarinen, 1980–1996
- 17 Matti Murto, 1964–1983
- 20 Matti Hagman, 1972–1992
- 22 Mika Kortelainen, 1987–2002
- 23 Pertti Lehtonen, 1976–1998
- 35 Sakari Lindfors, 1985–2002

## Znameniti hokejisti
Glej tudi Kategorija:Hokejisti HIFK Helsinki.
| - Tony Arima - Terry Ball - Darren Boyko - Carl Brewer - Jan Čaloun - Johan Davidsson - Matti Forss - Steve Guolla - Matti Hagman - Bob Halkidis - Raimo Hirvonen - Esa Isaksson - Iiro Järvi - Hannu Kapanen - Sami Kapanen | - Jere Karalahti - Valerij Krikov - Kimmo Kuhta - Kari Laitinen - Ross Lupaschuk - Hannu Lassila - Pertti Lehtonen - Sakari Lindfors - Harri Linnonmaa - Anssi Melametsä - Lauri Mononen - Cory Murphy - Raymond Murray - Matti Murto - Frank Neal | - Timo Pärssinen - Lalli Partinen - Esa Peltonen - Lasse Pirjetä - Brian Rafalski - Juha Rantasila - Pekka Rautakallio - Heikki Riihiranta - Christian Ruuttu - Simo Saarinen - Tommi Salmelainen - Tony Salmelainen - Ilkka Sinisalo - Toni Söderholm - Juhani Tamminen | - Esa Tikkanen - Pekka Tuomisto - Stig Wetzell - Carey Wilson - Niklas Bäckström - Olli Jokinen - Toni Lydman - John Madden - Brian Rafalski - Jarkko Ruutu - Tuomo Ruutu - Kimmo Timonen - Tomáš Vokoun - Marek Židlický - Tim Thomas |